# 8 февраля
8 февраля — 39-й день года  по григорианскому календарю.
До конца года остаётся 326 дней (327 дней в високосные годы).
До 15 октября 1582 года — 8 февраля по юлианскому календарю, с 15 октября 1582 года — 8 февраля по григорианскому календарю.
В XX и XXI веках соответствует 26 января по юлианскому календарю.

## Праздники и памятные дни
См. также: Категория:Праздники 8 февраля

### Национальные
- Россия — День российской науки.
- Словения — День Прешерна. День словенской культуры.

### Религиозные
Ислам
 — Ашура
 Католицизм
 — Память святого Иеронима Эмилиани;
 — память святой Джузеппины Бахита;
 — память святого Ювенция;
 — память Менгольда Юисского;
 — память святого Стефана Мюресского.
 Православие
⟨Русская православная церковь⟩
 — Память мучеников Анании Финикийского пресвитера, Петра, темничного стража, и с ними семи воинов (295);
 — память преподобного Симеона Ветхого (390);
 — память преподобных Ксенофонта, супруги его Марии и сыновей их Аркадия и Иоанна (V—VI);
 — память святителя Иосифа Студита, архиепископа Солунского, младший брат Феодора Студита (830);
 — перенесение мощей преподобного Феодора, игумена Студийского (845);
 — память благоверного Давида III (IV) Возобновителя (Строителя), царя Иверии и Абхазии (1125) (Грузия);
 — память преподобного Ксенофонта Робейского (1262);
 — память мученика Иоанна Попова (1938).

### Именины
- Католические: Джером, Джузеппина, Менгольд, Стефан, Ювенций.
- Православные: Аммон, Ананий, Аркадий, Давид, Климент, Ксенофонт, Мария, Павла, Пётр, Симеон, Фёдор.

## События
См. также: Категория:События 8 февраля

### До XIX века
- 421 — Констанций III становится соимператором Западной Римской империи.
- 1250 — Седьмой крестовый поход: битва при Эль-Мансуре.
- 1347 — Гражданская война в Византии. Подписано соглашение, согласно которому вся власть должна была в течение десяти лет оставаться в руках Кантакузина. Затем Иоанн V должен был стать равноправным соправителем Иоанна VI Кантакузина. Дочь Кантакузина Елена стала женой Иоанна V Палеолога.
- 1433 — Свадьба Великого князя московского Василия II и Марии Ярославны.
- 1575 — В Лейдене принцем Вильгельмом Оранским (Молчаливым), предводителем Нидерландской революции во время Восьмидесятилетней войны, основан Лейденский университет, старейший университет Нидерландов[5].
- 1587 — Королева Шотландии и претендентка на английский престол Мария Стюарт была обезглавлена в замке Фотерингей.
- 1601 — Бывший фаворит английской королевы Елизаветы I Роберт Деверё предпринял попытку государственного переворота.
- 1649 — Восстание Хмельницкого: казаки предпринимают попытку взять Мозырь.
- 1672 — Исаак Ньютон делает доклад о своей теории природы света и цвета.
- 1692 — Доктор в американской деревне Сейлем объявляет, что 3 девочки-подростка находятся во власти дьявола. Начало процесса салемских ведьм.
- 1693 — В городе Вильямсбурге (Виргиния) королевской хартией Вильгельма и Марии основан «Колледж Вильгельма и Марии», который является вторым по времени основания высшим учебным заведением США.
- 1724 — по повелению императора Петра I указом Правительствующего сената учреждена Российская академия наук.

### XIX век
- 1812 — День Военно-научного комитета Вооружённых сил Российской Федерации.
- 1815 — на Венском конгрессе принята декларация, запрещающая торговлю невольниками.
- 1816 — в Шотландии, в графстве Абердиншир, впервые в мире во время полицейской операции была задействована собака.
- 1817 — Война за независимость испанских колоний в Америке: аргентинскими и чилийскими войсками под командованием Хосе Сан-Мартина совершён Переход через Анды, с целью провозглашения независимости Чили и недопущения возможного испанского вторжения на территорию страны.
- 1837 — дуэль на пистолетах между Александром Пушкиным и Жоржем Дантесом. В результате дуэли Пушкин был смертельно ранен и через два дня умер.
- 1838 — Сэмюэл Морзе в Филадельфии, в Институте Франклина, впервые публично продемонстрировал свою систему электромагнитного телеграфа.
- 1853 — Из части Территории Орегон к северу от низовьев реки Колумбия, и севернее 46-й параллели восточнее реки Колумбия, создана инкорпорированная организованная территория США Территория Вашингтон.
- 1855 — около лимана Эксе в Южном Девоне появились «Следы дьявола».
- 1856 — Барбу I провёл реформу судебной власти Валахии, в цыганском вопросе запретил внутреннюю торговлю рабами, а затем отменил рабство в целом. Отмечается цыганами как «День отмены рабства».
- 1863 — Январское восстание: в Петербурге министром иностранных дел России князем Александром Горчаковым и генерал-адъютантом прусского короля Густавом фон Альвенслебеном подписано соглашение, которое позволяло русским войскам преследовать польских повстанцев на прусской территории, а прусским войскам на российской территории (т. н. «Конвенция Альвенслебена»).
- 1865 — во время заседания научного товарищества в Берне Грегор Мендель выступил с докладом, формулирующем законы Менделя.
- 1879 — на заседании Канадского королевского института сэр Сэндфорд Флеминг впервые предложил идею о введении всемирного времени.
- 1881 — Трансваальская война: победа буров над британцами в битве под Ингого.
- 1887 — Конгресс США утвердил акт Дэвиса.
- 1889 — французский астроном Огюст Шарлуа в обсерватории Ниццы открыл крупный астероид главного пояса — Эмма.

### XX век
- 1904 — Нападение Японии на Российскую империю у Порт-Артура. Начало русско-японской войны. Ночью, до официального объявления войны, 8 японских миноносцев провели торпедную атаку кораблей русского флота, стоявших на внешнем рейде Порт-Артура. В результате атаки на несколько месяцев были выведены из строя два лучших русских броненосца («Цесаревич» и «Ретвизан») и бронепалубный крейсер «Паллада».
- 1905 — открылись первые в России курсы для обучения журналистов, организованные профессором Л. Е. Владимировым по примеру зарубежных учебных заведений. Осенью 1905 из-за революционных событий курсы прекратились.
- 1906 — Премьер-министром Италии становится Сидней Соннино.
- 1910 — В США основана организация бойскаутов (англ. «Boy Scouts of America»).
- 1915 — В Лос-Анджелесе, в кинозале «Клюнз» прошла премьера фильма Дэвида Гриффита «Рождение нации».
- 1918
  - В. И. Ленин подписал принятый Совнаркомом декрет о проведении календарной реформы в России.
  - Основан Тбилисский государственный университет им. Иванэ Джавахишвили — старейшее высшее учебное заведение Грузии.
- 1919 — Опубликован декрет СНК РСФСР «О введении счёта времени по международной системе».
- 1920 — По решению албанского Национального конгресса в Люшне, Тирана провозглашена столицей Албании и резиденцией правительства.
- 1923
  - В разгар церковной борьбы направленной на отделение православных епархий, оказавшихся на территории Польши, от Русской церкви, ректор Волынской духовной семинарии, архимандрит Смарагд (Латышенко), застрелил в Варшаве митрополита Варшавского и Холмского, Патриаршего экзарха в Польше Георгия (Ярошевского).
  - Печатный орган НСДАП «Völkischer Beobachter» становится ежедневной газетой.
- 1924
  - Взамен существовавшей с 1882 года конки, в Баку открыт трамвай.
  - В США в штате Невада, по инициативе тюремного стоматолога по фамилии Тернер, впервые для казни преступника применена газовая камера.
- 1929 — Николай Камов называет изобретённый им аппарат новым словом «вертолёт», заменив используемый до этого термин «геликоптер».
- 1931 — состоялось торжественное открытие новой столицы Индии — Нью-Дели.
- 1939 — Гражданская война в Испании: при посредничестве Франции и Британии республиканский гарнизон сдаёт франкистам остров Менорку.
- 1940
  - В результате международных протестов и личного обращения Муссолини к Гитлеру, освобождены из Заксенхаузена 101 из 183 арестованных в акции «Кракау» польских университетских преподавателей.
  - Официально создано Лодзинское гетто, второе по величине гетто на территории Польши.
- 1942
  - Тихоокеанский театр военных действий: началась оборона Сингапура, результатом которой явилась крупнейшая капитуляция британских войск в истории.
  - В авиационной катастрофе под Растенбургом погиб рейхсминистр вооружения и боеприпасов нацистской Германии Фриц Тодт.
- 1943
  - Харьковская наступательная операция: 60-я армия (И. Д. Черняховский) Воронежского фронта (Ф. И. Голиков) ворвалась в Курск и к вечеру полностью освободила город.
  - Бирманская кампания: индийско-бирманскую границу пересекла 77-я индийская бригада под командованием бригадира Орда Уингейта, известная под названием «Чиндиты[англ.]» (чудовища бирманской мифологии) — в составе батальона гуркхов, британского батальона и бирманского батальона. Целью рейда бригады было перерезать железнодорожную линию, проходящую с юга на север Бирмы. Около 3 тысяч бойцов бригады вошли на территорию Бирмы несколькими колоннами. Бригаде удалось прервать использование железной дороги японцами в течение двух недель. Военные результаты рейда были невелики, однако имели большое пропагандистское значение для поднятия боевого духа британских и индийских солдат.
- 1944 — Никопольско-Криворожская операция: совместными усилиями войск 3-го и 4-го Украинских фронтов был освобождён Никополь. Первыми форсировали Днепр и ворвались в город гвардейцы мотострелкового батальона майора Г. М. Надежкина 5-й гвардейской отдельной мотострелковой бригады 3-й гвардейской армии. В боях за город отличились воины 203, 333, 266-й стрелковых дивизий.
- 1945
  - Нижне-Силезская наступательная операция: началась Нижне-Силезская наступательная операция 1-го Украинского фронта И. С. Конева, продолжавшаяся до 24 февраля 1945 года. В ходе операции РККА разгромила группировку немецких войск между Одером и Нейсе и заняла часть силезского промышленного района.
  - Началась Маас-Рейнская операция войск союзников против немецкой армии с целью вторжения в западную Германию и очищения территории между реками Маасом и Рейном и выхода к Рейну. Результатом операции стала потеря немецкими войсками всей территории Германии к западу от Рейна.
  - Побег группы из десяти советских военнопленных во главе с лётчиком-истребителем М. П. Девятаевым на захваченном немецком самолёте-бомбардировщике Heinkel He 111 из немецкого концлагеря Пенемюнде (с острова Узедом, на котором производились испытания ракет Фау-1 и Фау-2).
- 1948
  - Официально создана Корейская народная армия.
  - Завершились V зимние Олимпийские игры в Санкт-Морице. В медальном зачёте лучшими были норвежцы и шведы.
- 1949 — Венгерский кардинал, архиепископ Эстергома и примас Венгрии Йожеф Миндсенти на сфабрикованном процессе был признан виновным в измене и шпионаже и приговорён к пожизненному заключению.
- 1950 — По образу и подобию советского МГБ было создано Министерство государственной безопасности ГДР (нем. Ministerium für Staatssicherheit, Шта́зи нем. Stasi), под руководством Вильгельма Цайссера.
- 1955 — критика и отставка Г. М. Маленкова с поста Председателя Совета Министров СССР за намерение сократить производство вооружений и увеличить выпуск товаров народного потребления в СССР. Председателем Совета Министров СССР становится Николай Александрович Булганин.
- 1956 — В Лондоне началась эксплуатация двухэтажного автобуса (Даблдекер) «Рутмастер», ставшего символом Лондона и, возможно, самым узнаваемым автобусом в мире.
- 1960 — Установлены первые 8 звёзд (Оливии Борден, Рональда Колмана, Луис Фазенды, Престона Фостера, Берта Ланкастера, Эдварда Седжвика и Эрнеста Торренса) на голливудской «Аллее славы».
- 1962 — Во время демонстрации в Париже против войны в Алжире и ОАС, у станции метро Шарон, в результате действий полиции, погибли 9 человек[фр.], в том числе Даниэль Феру, школьник (15 лет). В этот день с 1964 года установлен День юного героя-антифашиста.
- 1963 — Военный переворот в Ираке. Свержение режима Касема и установление диктатуры партии Баас.
- 1965 — Самолёт Douglas DC-7, совершавший рейс авиакомпании «Eastern Air Lines» из Бостона в Атланту, разбился в районе парка Джона Бича[англ.] (штат Нью-Йорк). Погибли 84 человека.
- 1968 — Полиция разогнала демонстрацию чернокожих студентов против сегрегации возле Университета Южной Каролины[англ.] в городе Оранжебург[англ.]. При разгоне[англ.] погибло 3 человека и 28 было ранено.
- 1969 — В мексиканском штате Чиуауа упал крупный углистый метеорит Allende.
- 1971
  - Вьетнамская война: началась операция Lam Son 719 — кодовое название вторжения южновьетнамской армии на территорию Лаоса. Операция сопровождалась ожесточёнными боевыми действиями и завершилась провалом.
  - Заключены первые сделки на бирже NASDAQ.
  - В городе Сияхкяль произошло первое столкновение Иранских партизан-фидаинов с пехлевийскими силами, положившее начало исламской революции в Иране.
- 1972 — В лондонском Альберт-холле отменён концерт Фрэнка Заппы, так как часть его песен посчитали непристойными.
- 1974
  - Завершилась третья и последняя экспедиция посещения первой и единственной американской орбитальной станции «Скайлэб». Экспедиция поставила абсолютный рекорд продолжительности пребывания человека в космосе — 84 дня, который был побит в 1977 году на Салюте-6 — 96 дней.
  - Президент Верхней Вольты Абубакар Сангуле Ламизана выступил против премьер-министра Жерара Канго Уедраого, сместил его и объединил в своих руках власть президента и премьер-министра (добившись, таким образом, диктаторских полномочий).
- 1979 — Дени Сассу-Нгессо становится президентом Республики Конго.
- 1981 — 20 болельщиков «Олимпиакоса» и 1 болельщик «АЕК» погибли в «7 секторе» (греч. Θύρα 7) стадиона «Караискакис» после матча между «Олимпиакосом» и АЕК.
- 1983 — Сильнейшая пыльная буря, появившаяся на севере австралийского штата Виктория, накрыла[англ.] город Мельбурн.
- 1984 — В Сараево открылись XIV зимние Олимпийские игры. Игры открыл Мика Шпиляк.
- 1986 — Крушение под Хинтоном: в результате столкновения товарного состава с пассажирским поездом погибли 23 человека.
- 1989 — катастрофа Boeing 707 на Санта-Марии (Азорские острова). Погибли 144 человека.
- 1992 — В Альбервиле открылись XVI Зимние Олимпийские Игры. Игры открыл Франсуа Миттеран.
- 1993
  - Вместо чехословацкой кроны Чехией и Словакией введены на территории Чехии — чешская, а в Словакии — словацкая крона.
  - Над Тегераном столкнулись самолёты Ту-154М компании Iran Air Tours и истребитель Су-24 ВВС Ирана, погибли 133 человека.
- 1994 — Украина подписала рамочный документ программы НАТО «Партнёрство во имя мира».
- 1997 — в Киеве (Украина) создана партия Христианско-Народный Союз, которая в 2003 г. была переименована в Христианско-Демократический Союз.

### XXI век
- 2002 — в Солт-Лейк-Сити президент США Джордж Буш открыл XIX зимние Олимпийские игры — первые Олимпийские игры XXI века.
- 2005 — на базе Апшеронского государственного заказника, на территории Азизбекского района города Баку, создан Апшеронский национальный парк.
- 2009 — парламентские выборы в Лихтенштейне. Победу одержал национал-либеральный Патриотический союз, который получил много голосов и прямую власть в Ландтаге.

## Родились
См. также: Категория:Родившиеся 8 февраля

### До XVIII века
- 412 — Прокл Диадох (ум. 485), античный философ-неоплатоник.
- 1191 — Ярослав II Всеволодович (ум. 1246), великий князь киевский (1236—1238, 1243—1246) и владимирский (1238—1246).
- 1291 — Афонсу IV (ум. 1357), король Португалии (с 1325).
- 1405 — Константин XI Палеолог (Драгаш) (погиб в 1453), последний византийский император (1449—1453).
- 1577 — Роберт Бёртон (ум. 1640), английский священнослужитель, писатель и учёный.
- 1591 — Гверчино (наст. имя Джованни Франческо Барбьери; ум. 1666), итальянский живописец болонской школы.
- 1700 — Даниил Бернулли (ум. 1782), швейцарский врач, математик, один из основателей математической физики и гидродинамики.

### XVIII век
- 1765 — Йозеф Эйблер (ум. 1846), австрийский композитор и дирижёр.
- 1766 — Ефрем Мухин (ум. 1850), анатом, врач, физиолог, основоположник травматологии в России.
- 1777 — Бернар Куртуа (ум. 1838), французский химик, первооткрыватель йода.
- 1781
  - Джордж Доу (ум. 1829), английский художник.
  - Вильгельмина Саган (ум. 1839), светская дама, писательница, хозяйка литературного салона, внучка Эрнста Бирона.
- 1796 — Иван Мятлев (ум. 1844), русский поэт-сатирик.
- 1798 — великий князь Михаил Павлович (ум. 1849), брат российских императоров Александра I и Николая I.

### XIX век
- 1807 — Эдвард Хорсман (ум. 1876), английский политический деятель.
- 1817 — Ричард Юэлл (ум. 1872), генерал армии Конфедерации во время Гражданской войны в США.
- 1820 — Уильям Текумсе Шерман (ум. 1891), американский генерал, командующий армией США в 1869—1883 годах.
- 1825 — Генри Уолтер Бейтс (ум. 1892), английский естествоиспытатель, первым описавший явление мимикрии.
- 1828 — Жюль Верн (ум. 1905), французский писатель, основоположник научной фантастики.
- 1834 — Дмитрий Менделеев[6] (ум. 1907), русский химик, учёный-энциклопедист, автор Периодической системы химических элементов.
- 1866 — Лев Бакст (ум. 1924), российский живописец, театральный художник, иллюстратор.
- 1868 — Уолтер Ротшильд (ум. 1937), британский финансист, политик и зоолог.
- 1872 — Теодор Лессинг (ум. 1933), немецко-еврейский философ и публицист.
- 1876 — Паула Модерзон-Беккер (ум. 1907), немецкая художница-экспрессионистка.
- 1878 — Мартин Бубер (ум. 1965), еврейский философ, идеолог сионизма.
- 1880 — Франц Марк (погиб в 1916), немецкий художник-экспрессионист.
- 1888 — Ян Нагурский (ум. 1976), российский и польский гидроавиатор, первый в мире полярный лётчик.
- 1889 — Зигфрид Кракауэр (ум. 1966), немецкий историк и теоретик кино и массовой культуры.
- 1892 — Фёдор Астахов (ум. 1966), советский военачальник, маршал авиации.
- 1893 — Пётр Куприянов (ум. 1963), советский хирург, генерал-лейтенант медицинской службы, академик АМН СССР, Герой Социалистического Труда.
- 1894 — Кинг Видор (ум. 1982), американский кинорежиссёр и сценарист, первый президент Гильдии режиссёров Америки.
- 1895 — Хорлогийн Чойбалсан (ум. 1952), политический лидер Монголии, маршал МНР, дважды Герой Монгольской Народной Республики.
- 1900 — Иван Иванов-Вано (ум. 1987), советский режиссёр, художник, сценарист, один из основателей советской мультипликации.

### XX век
- 1903 — Абдул Рахман (ум. 1990), первый премьер-министр Малайзии (1957—1970).
- 1904 — Игорь Бэлза (ум. 1994), советский музыковед, композитор и литературовед.
- 1906 — Честер Карлсон (ум. 1968), американский физик и адвокат, изобретатель ксерографии.
- 1909 — Василий Раков (ум. 1996), советский лётчик-истребитель, генерал-майор авиации, дважды Герой Советского Союза.
- 1920 — Лана Тёрнер (урожд. Джулия Джин Тёрнер; ум. 1995), американская киноактриса, звезда 1940—1950-х годах.
- 1921
  - Ханс Альберт (ум. 2023), крупнейший немецкий философ и социолог.
  - Иван Мележ (ум. 1976), белорусский советский прозаик, драматург, публицист, народный писатель БССР.
- 1922 — Юрий Авербах (ум. 2022), советский шахматист, международный гроссмейстер.
- 1924
  - Леонид Пчёлкин (ум. 2004), кинорежиссёр, народный артист РСФСР.
  - Кхамтай Сипхандон (ум. 2025), лаосский государственный и военный деятель, один из руководителей коммунистического движения Патет Лао и НРПЛ, командующий вооружёнными силами Патет Лао. Министр обороны, премьер-министр Лаоса (1991—1998), лидер ЦК правящей НРПЛ (1992—2006), президент Лаоса (1998—2006).
- 1925 — Джек Леммон (ум. 2001), американский актёр, лауреат «Оскара», пяти премий «Золотой глобус», других наград.
- 1927 — Николай Матюхин (ум. 1984), советский учёный, специалист в области вычислительной техники.
- 1928 — Вячеслав Тихонов (ум. 2009), киноактёр, народный артист СССР.
- 1930 — Кэтрин Харди (ум. 2017), американская легкоатлетка, чемпионка летних Олимпийских игр 1952 года, рекордсменка мира.
- 1931
  - Ильгиз Айтматов (ум. 2024), советский, киргизский учёный, академик (1989), президент НАН РК (1990—1993).
  - Джеймс Дин (погиб в 1955), американский киноактёр.
- 1932 — Джон Уильямс, американский композитор и дирижёр, лауреат пяти «Оскаров», четырёх «Золотых глобусов», других наград.
- 1941 — Ник Нолти, американский актёр, лауреат премии «Золотой глобус».
- 1949 — Ирина Муравьёва, советская и российская актриса театра и кино, певица, ведущая, народная артистка РФ.
- 1952 — Виктор Проскурин (ум. 2020), актёр театра и кино, заслуженный артист РСФСР.
- 1955 — Джон Гришэм, американский писатель и политик.
- 1959 — Маурисио Макри, аргентинский государственный и политический деятель.
- 1963 — Йохан Хьяртарсон, исландский шахматист, гроссмейстер.
- 1964 — Герман Греф, российский государственный и банковский деятель, председатель правления «Сбербанка» (с 2007).
- 1965 — Игорь Прокопенко, российский документалист, журналист, телеведущий, писатель.
- 1966 — Христо Стоичков, болгарский футболист и футбольный тренер.
- 1969
  - Мэри Маккормак, американская актриса театра, кино и телевидения.
  - Сергей Сивохо (ум. 2023), украинский актёр кино и телевидения, теле- и радиоведущий, продюсер, певец, шоумен, пародист.
- 1970 — Алонзо Моурнинг, американский баскетболист, чемпион НБА (2006), олимпийский чемпион (2000), чемпион мира (1994).
- 1976 — Анастасия Ракова, заместитель мэра Москвы (с 2018), глава аппарата правительства.
- 1977 — Роман Костомаров, российский фигурист (танцы на льду), олимпийский чемпион (2006), двукратный чемпион мира, трёхкратный чемпион Европы.
- 1980 — Ян Вэй, китайский гимнаст, трёхкратный олимпийский чемпион.
- 1983 — Атиба Хатчинсон, канадский футболист.
- 1987 — Каролина Костнер, итальянская фигуристка, чемпионка мира (2012), пятикратная чемпионка Европы.
- 1990 — Клей Томпсон, американский баскетболист, 4-кратный чемпион НБА, чемпион мира (2014) и Олимпийских игр (2016).
- 1991 — Вахби Хазри, тунисский футболист.
- 1999
  - Матиас Гидсель, датский гандболист, двукратный чемпион мира.
  - Алессия Руссо, английская футболистка, чемпионка Европы.
- 2000 — Матильда Гремо, швейцарская фристайлистка, олимпийская чемпионка в слоупстайле (2022).

## Скончались
См. также: Категория:Умершие 8 февраля

### До XVII века
- 319 — убит Феодор Стратилат, христианский святой; усечён мечом.
- 1296 — убит Пшемысл II (р. 1257), польский король (1290—1296); убит по заказу бранденбургских маркграфов.
- 1265 — Хулагу-хан, первый ильхан Ильханата (р. 1217).
- 1587 — казнена Мария Стюарт (р. 1542), шотландская королева (1542—1567).

### XVII век
- 1640 — Мурад IV (р. 1612), 17-й султан Османской империи (1623—1640).
- 1676 — Алексей Михайлович (р. 1629), русский царь (1645—1676), из династии Романовых.
- 1691 — Карло Райнальди (р. 1611), итальянский архитектор.
- 1696 — Иван V Алексеевич (р. 1666), русский царь (1682—1696), из династии Романовых.

### XVIII век
- 1709 — Джузеппе Торелли (р. 1658), итальянский скрипач и композитор.
- 1725 — Пётр I (р. 1672), последний царь всея Руси (с 1682) и первый российский император (с 1721).
- 1778 — Анри-Луи Лекен (р. 1729), французский актёр-трагик.

### XIX век
- 1807 — погиб Пьер-Шарль Лоше (р. 1767), бригадный генерал Великой армии Наполеона Бонапарта.
- 1874 — Давид Фридрих Штраус (р. 1808), германский философ, историк, теолог, публицист.
- 1877 — Чарльз Уилкс (р. 1798), американский исследователь Антарктиды.
- 1886 — Иван Аксаков (р. 1823), русский публицист, поэт, общественный деятель.

### XX век
- 1902 — Сергей Мосин (р. 1849), русский конструктор стрелкового оружия.
- 1902 — Нил Филатов (р. 1847), врач, один из основоположников педиатрии в России.
- 1915 — Акакий Церетели (р. 1840), грузинский поэт, мастер гражданской и любовной лирики.
- 1917 — Николай Покровский (р. 1848), российский археолог.
- 1918 — Луи Рено (р. 1843), французский юрист, лауреат Нобелевской премии мира (1907).
- 1921 — Пётр Кропоткин (р. 1842), русский революционер-анархист, теоретик анархизма.
- 1926 — Уильям Бэтсон (р. 1861), английский биолог, один из основателей генетики.
- 1928 — Леонтий Бенуа (р. 1856), русский архитектор-классицист, педагог.
- 1935 — Макс Либерман (р. 1847), немецкий живописец и график.
- 1936 — Чарлз Кёртис (р. 1860), 31-й вице-президент США (1929—1933).
- 1942 — погиб Николай Майоров (р. 1919), русский советский поэт-фронтовик.
- 1950 — Александр Чак (наст. фамилия Чадарайнис; р. 1901), латышский советский писатель и поэт.
- 1957 — Джон фон Нейман (р. 1903), венгеро-немецкий математик и квантовый физик.
- 1959 — Уильям Джозеф Донован (р. 1883), американский юрист, дипломат.
- 1960 — Джон Лэнгшо Остин (р. 1911), британский философ языка.
- 1975 — Роберт Робинсон (р. 1886), английский химик-органик, лауреат Нобелевской премии (1947).
- 1976 — Эйженс Веверис (р. 1899), латышский поэт.
- 1979 — Николай Тихонов (р. 1896), русский советский поэт, прозаик, публицист, общественный деятель.
- 1983 — Юрий Силантьев (р. 1919), народный артист СССР, главный дирижёр оркестра Всесоюзного радио и Центрального телевидения.
- 1984 — Карел Мильон (р. 1903), нидерландский боксёр, призёр Олимпийских игр и чемпионатов Европы.
- 1985 — сэр Уильям Лайонс[англ.] (р. 1901), британский автодизайнер, сооснователь компании Jaguar.
- 1987 — Папуша (наст. имя Бронислава Вайс; р. 1910), классическая цыганская поэтесса из Польши.
- 1998 — Хальдоур Кильян Лакснесс (р. 1902), исландский писатель, лауреат Нобелевской премии (1955).
- 1999 — Айрис Мёрдок (р. 1919), британская писательница и мыслительница.

### XXI век
- 2001 — Иво Каприно (р. 1920), норвежский режиссёр-аниматор, создатель кукольных фильмов.
- 2007
  - Александр Немировский (р. 1919), российский историк, педагог, писатель и переводчик.
  - Анна Николь Смит (наст. имя Вики Линн Хоган; р. 1967), американская фотомодель, телеведущая, актриса.
- 2010
  - Фёдор Муравченко (р. 1929), украинский авиамоторостроитель, генеральный конструктор Запорожского МКБ «Прогресс».
  - Анна Самохина (р. 1963), советская и российская актриса театра и кино, телеведущая и певица.
- 2017 — Виктор Чанов (р. 1959), советский и украинский футболист, вратарь.
- 2019 — Сергей Юрский (р. 1935), актёр театра и кино, народный артист РСФСР.
- 2021 — Жан-Клод Каррьер (р. 1931), французский сценарист, драматург, писатель, актёр.
- 2024 — Гурдев Сингх (р. 1933), индийский хоккеист (хоккей на траве), нападающий. Олимпийский чемпион (1956).
- 2025
  - Михаил Давыдов (р. 1947), советский и российский хирург-онколог, профессор. Директор НМИЦ онкологии им. Н. Н. Блохина (2001—2017), академик (с 2004 года) и президент (в 2006—2011 годах) Российской академии медицинских наук, академик РАН (с 2003 года).
  - Сэм Нуйома (р. 1929), намибийский политический и государственный деятель, первый президент Намибии (1990—2005), Председатель партии СВАПО (1960—2007).

## Народный календарь
Фёдор Поминальник, Застольник.
- «Каков день, такова и весна».
- «Метель на дома — будут плохи корма».